# Кязимова, Зурийя Гусейн кызы
Зурийя Гусейн кызы Кязимова (азерб. Züriyyə Hüseyn qızı Kazımova; род. 1958, г. Ордубад, Нахичеванская АССР, Азербайджанская ССР) — советская азербайджанская кокономотальщица. Народный депутат СССР (1989—1991).

## Биография
Родилась в 1958 году в городе Ордубад Нахичеванской АССР Азербайджанской ССР.
С 1990 года получала высшее образование.
Начала трудовую деятельность в 1975 году, по окончании школы, рабочей Ордубадской кокономотальной фабрики имени Юсифа Мамедалиева, позже — бригадир этой же фабрики. Достигала высоких показателей производительности труда при выполнении производственных планов.
Активно участвовала в общественно-политической жизни республики и Советского Союза. Член КПСС с 1981 года, делегат XXVII съезда КПСС (1986) и XXXI съезда КП Азербайджана (1986), член ЦК КП Азербайджана (1986—1990). В 1985 году избрана депутатом Верховного Совета Азербайджанской ССР 11-го созыва от Ордубадского избирательного округа № 436, в 1989 году избрана народным депутатом СССР от Ордубадского национально-территориального избирательного округа № 622 Нахичеванской АССР. Уделяла внимание социально-бытовым проблемам трудящихся, на посту депутата Верховных Советов Азербайджанской ССР и СССР добилась начала строительства цехов кокономотальной фабрики в высокогорных селах Уступу и Чаннаб Ордубадского района, строительства жилых и бытовых зданий для рабочих комбината, асфальтирования дорог в районе.